# إتش رودني ويذرز
إتش رودني ويذرز (بالإنجليزية: H. Rodney Withers)‏ هو طبيب وعالم أحياء أسترالي، ولد في 1932 في Stanthorpe, Queensland ‏ في أستراليا، وتوفي في 25 فبراير 2015.